# Монбельярдская (порода коров)
Монбельярдская порода (фр. Montbéliarde) — порода крупного рогатого скота молочно-мясного направления, выведенная во Франции, где является второй молочной породой, уступая голштинам. Подходят как для молочного, так и для мясного производства, при этом не требуя особых условий содержания.

## Происхождение

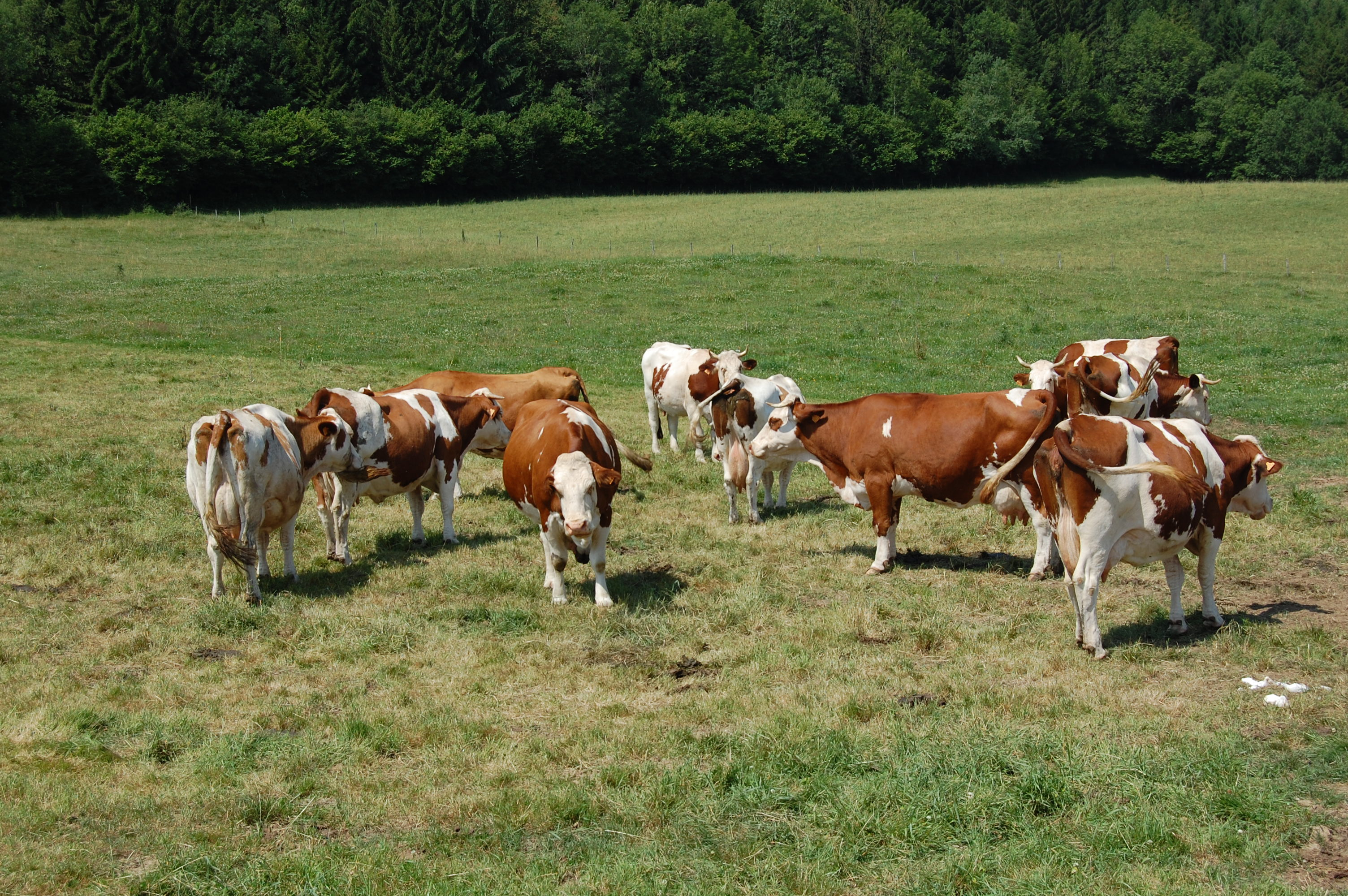

Предки этих коров были завезены на территорию Франции из Швейцарии в XVIII веке. В течение более 100 лет монбельярды подвергались тщательной селекции с целью выведения животных, чьё молоко было пригодно для производства местных сортов сыра. Официальное признание порода получила в 1889 году на Всемирной выставке в Париже. Во Франции монбельярдов разводят преимущественно в горных и предгорных регионах. 
Особое распространение порода получила в регионе Франш-Конте, где составляет 95 % всего дойного скота. Наименование порода получила по названию графства Монбельяр, находившегося в регионе Франш-Конте. Молоко этих коров является обязательным сырьём для ряда сыров, имеющих наименование по месту производства. Скот монбельярдской породы популярен и в других странах мира. Животные экспортируются в страны Центральной Европы, Северную Африку, Великобританию, Австралию и пр .
В России разведением монбельярдов занимается Центр селекции и генетики компании «Молвест» в Кантемировском и Аннинском районах Воронежской области (сыры бренда «Вкуснотеево»)   и ООО «Путятинский» в Добровском районе Липецкой области.

## Стандарты

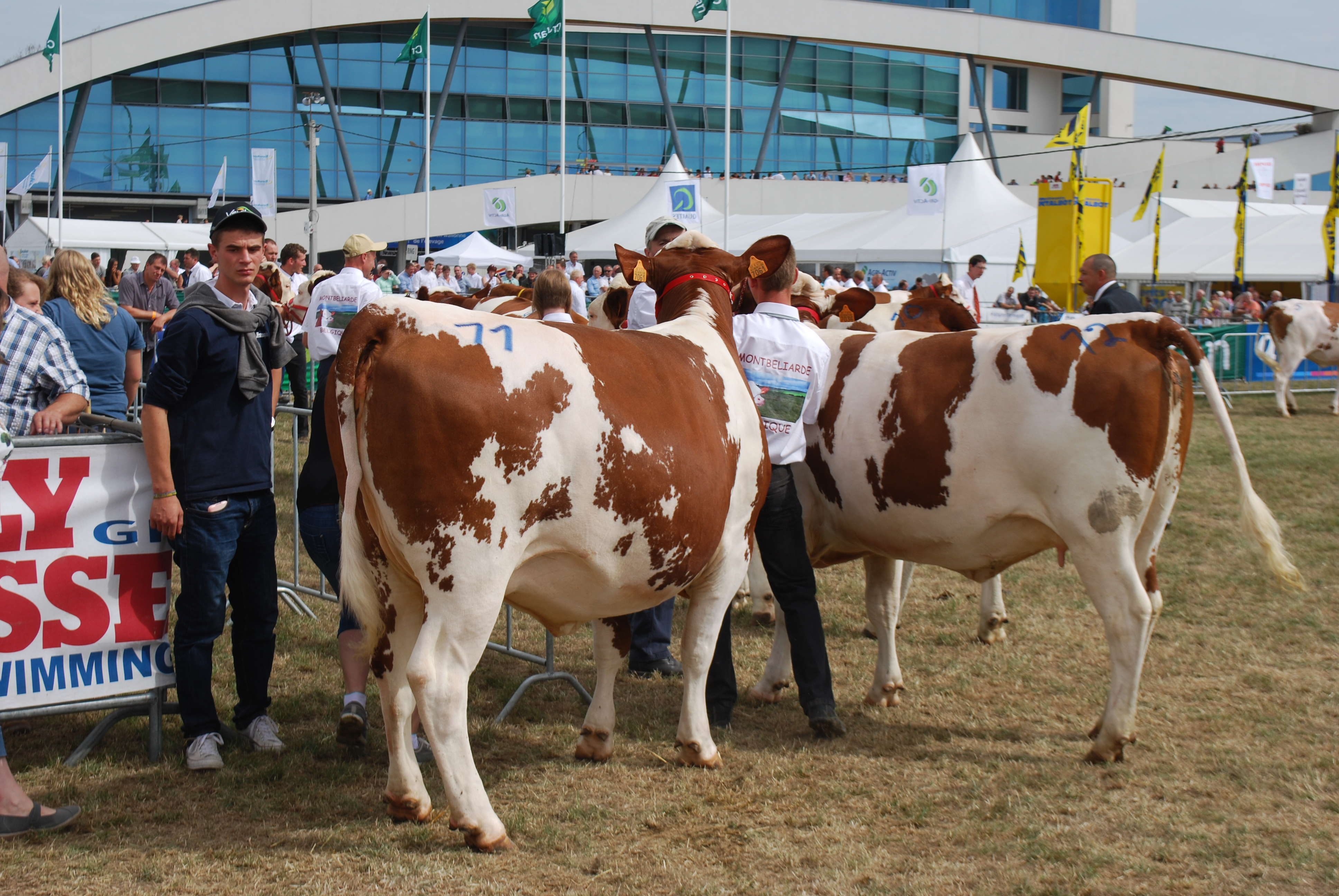

Масть породы — красно-пёстрая. Животные крупные, имеют пропорциональное телосложение. Высота в холке составляет около 140 см, длина туловища 162—165 см, обхват пясти 20-21 см. Голова большая, широкая, грудь глубокая (у быков с развитым подгрудком), спина широкая, костяк крепкий, вымя чашеобразное.
Взрослые коровы весят 600—650 кг, быки 1000—1200 кг.
Порода очень неприхотливая, хорошо приспосабливается к суровому климату. Характер породы - спокойная, даже невозмутимая. Животные неприхотливы в еде и усваивают грубые корма, но для быстрого развития и хороших удоев рацион лучше все-таки составлять богатым с содержанием всех необходимых элементов.

## Использование
Монбельярды отличаются высококачественной продукцией вне зависимости от условий содержания и периода года. Срок хозяйственного использования - не менее 5 лактаций. 
В год корова дает 7800–8500 кг молока, жирность 4%, содержание белка 3,45%.  Молоко монбельярдов, благодаря высокому содержанию белка и ряду других показателей, является обязательным сырьём для ряда известных сыров: Mont d'Or, Morbier, Comté и Bleu de Gex .
В племрепродукторах Воронежской области «Новомарковское» и «Молоко Черноземья» от особей-рекордсменок получают  за лактацию 13000—14000 кг молока.
КРС породы монбельярд отлично конкурирует и на мясном рынке: её мясо отличается нежностью, а также неповторимым вкусом. Среднесуточный привес бычков при интенсивном откорме составляет до 1500 граммов и более.
Жировые прослойки в мясе практически отсутствуют.